# Sing Sing Death House
Sing Sing Death House – drugi album amerykańskiego punkrockowego zespołu The Distillers. Została wydana przez wytwórnię fonograficzną Hellcat Records w 2002 roku.

## Lista utworów
1. "Sick Of It All"
2. "I Am Revenant"
3. "Senca Falls"
4. "The Young Crazed Peeling"
5. "Sing Sing Death House"
6. "Bullet And The Bullseyse"
7. "City Of Angels"
8. "Young Girls"
9. "Hate Me"
10. "Desperate"
11. "I Understand"
12. "Lordy Lordy"